# بيل راي
بيل راي (بالإنجليزية: Bill Ray)‏ هو شخصية أعمال وسياسي أمريكي، ولد في 6 أبريل 1922، وتوفي في 9 سبتمبر 2013. حزبياً، نشط في الحزب الديمقراطي. وقد انتخب عضو مجلس ولاية ألاسكا.